# Семёновское (Москва, юго-запад)
Семёновское — бывшее село в России, вошедшее в состав Москвы в 1960 г. Находилось на территории современного Ломоносовского района, в районе места пересечения улицы Вавилова и Ломоносовского проспекта, недалеко от станций метро Профсоюзная, Университет и строящейся станции метро Вавиловская.

## История
Село Семеновское впервые упоминается в 1453 г. в духовной грамоте великой княгини Софьи Витовтовны. Из-за соседства с более известным селом Воробьёво, Семеновское всегда оставалось в его тени.
В середине XIX в. оно входило в состав Коломенского приказа Сдельного ведомства. В нём насчитывался 41 двор и 474 жителя.
По описи 1871 г., в Семёновском жили 26 старообрядцев и 342 православных. До 1924 г. из-за отсутствия собственного кладбища местных жителей хоронили в селе Воробьёво.
В революционные годы Семёновское было достаточно богатым селом, состоявшим из трёх улиц, в нём насчитывалось 500 дворов и 5 каменных домов.
В 1924 г. в Семеновском была построена православная каменная Троицкая церковь, одна из последних, которые возникли в годы советской власти. Тогда же в селе появилось своё кладбище. Храм не прекращал работу до 1938 г., а затем в нём разместили фабрику игрушек, а с начала Великой Отечественной войны и до 1946 г. церковь служила складским помещением. Она была разрушена в середине 1950-х годов. В 1929 г. в селе был основан колхоз.
Село Семеновское вошло в состав Москвы в 1958 г. и стало районом массовой жилой застройки.